# Cal·lístrat del Pont
Cal·lístrat (en llatí Callistratus, en grec antic Καλλίστρατος) fou secretari privat del rei Mitridates VI Eupator.
Quan el rei va fugir ràpidament per la seva derrota davant Lucul·le, va ser fet presoner pels romans a Cabira (Kabeira) l'any 72 aC, i quan els soldats el portaven davant de Lucul·le el van assassinar per robar-li els diners (una quantitat important) que portava al damunt, segons diu Plutarc.